# Harpun

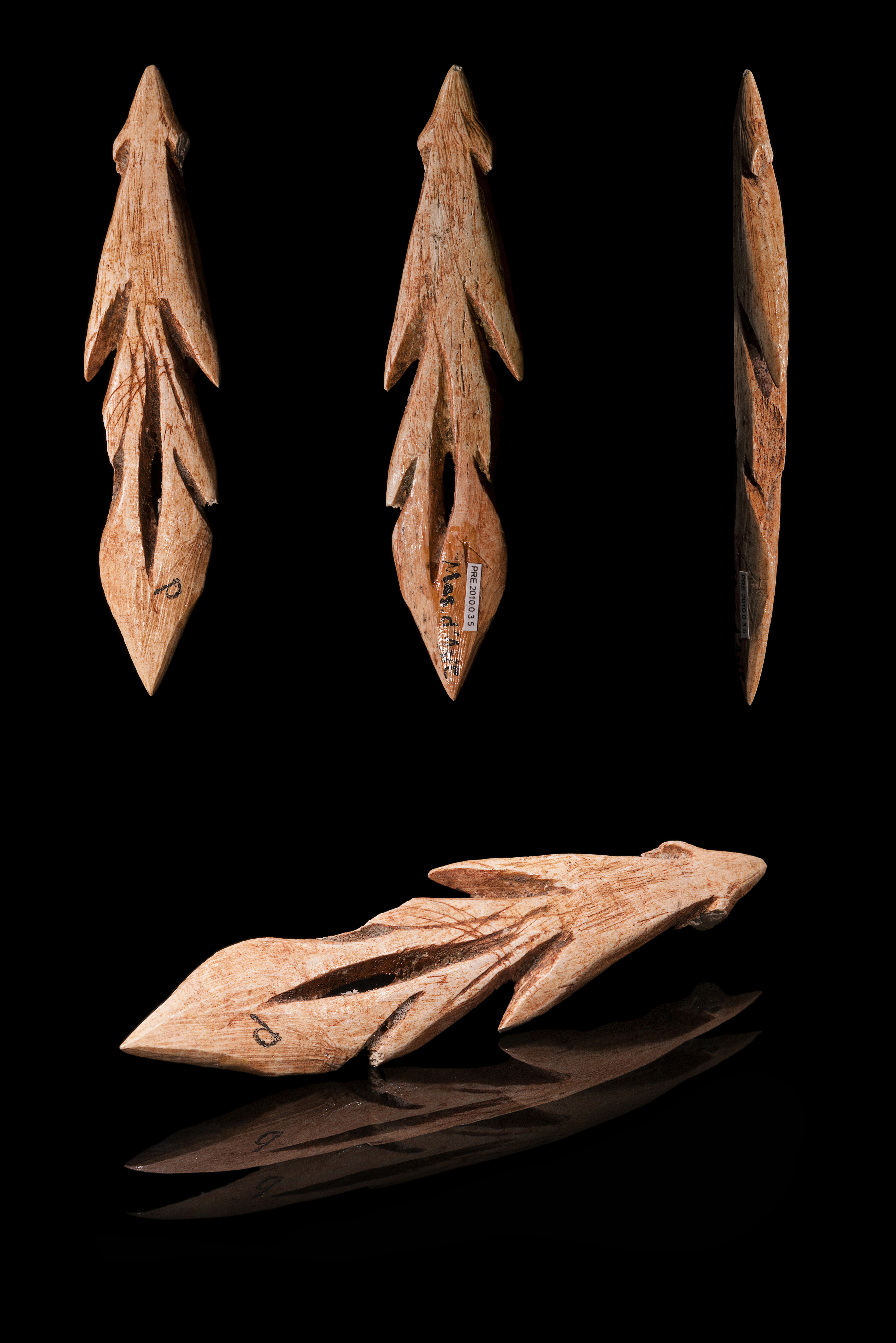
Harpun

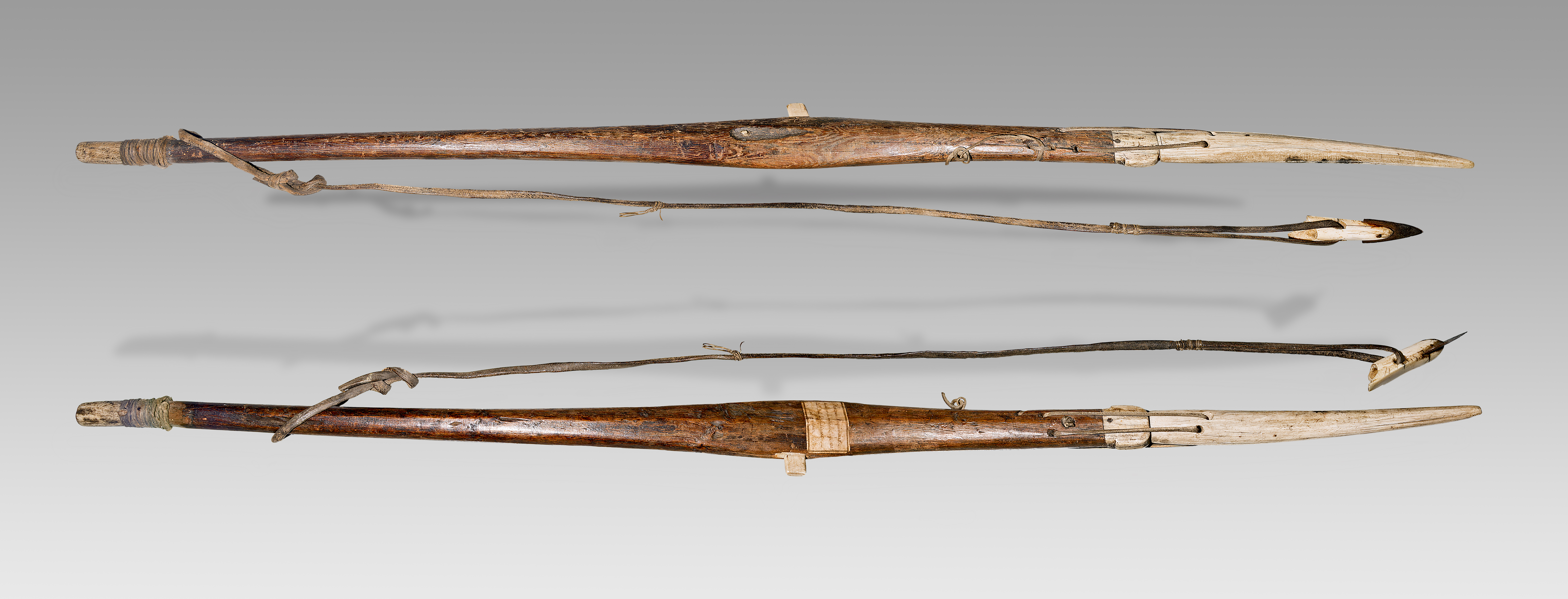
Harpun

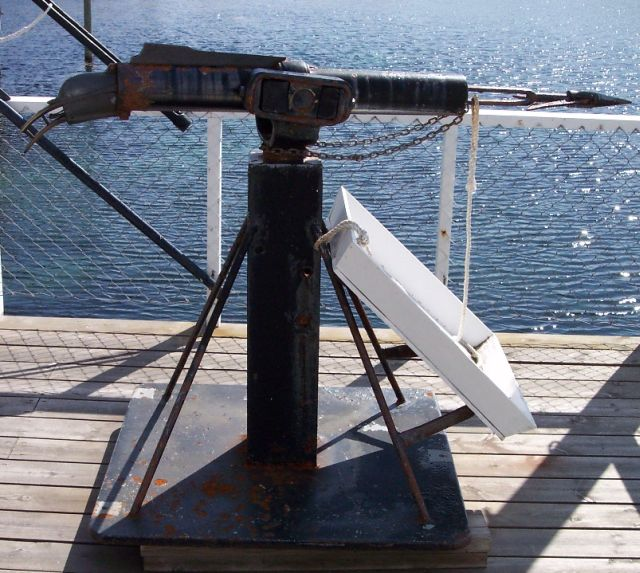
Harpun, avsedd för jakt på valar

En harpun är ett spjut som är försett med hulling och som används vid jakten på fiskar eller valar. Med hullingen ska förhindras att bytet glider från spjutet. 
Harpuner av ben eller horn med olika utformningar förekommer ofta på boplatser från äldre stenåldern (paleolitiska och mesolitiska). Harpunerna har använts vid fiske och troligen även vid sälfångst på grunt vatten. Själva harpunspetsen var ofta löst fastsatt i skaftet och sammanbunden med ett snöre så att spetsen lossnar när det når bytet. Därefter kunde bytet halas in med hjälp av skaftet. Troligen har också flera harpuner bundits samman på ett skaft till ett s.k. ljuster. Ljuster har tills i modern tid använts till exempel ålfiske och bäverjakt.
Det finns olika former av harpuner. Vissa enklare sorter är framställda av trä och andra sorter görs av stål och är försedda med en ståltråd för att hämta bytet ur vattnet. Trådens andra ände är fastgjord vid en skjutanordning. Denna anordning liknar för mindre harpuner ett gevär och för större harpuner en kanon som är fastmonterad på ett skepp. Harpun kan även användas av dykare.